# Woodville, Mississippi
Woodville là một thành phố thuộc quận Wilkinson, tiểu bang Mississippi, Hoa Kỳ. Năm 2010, dân số của thành phố này là 1 096 người.

## Dân số
- Dân số năm 2000: 1 192 người.
- Dân số năm 2010: 1 096 người.